# کورت دیبنر
 کورت دیبنر (آلمانی: Kurt Diebner؛ زاده ۱۳ مهٔ ۱۹۰۵ درگذشته ۱۳ ژوئن ۱۹۶۴) یک فیزیک‌دان اهل آلمان بود.